# 比亚沃维耶扎市镇
比亚沃维耶扎市镇（波蘭語：Gmina Białowieża）是波兰波德拉谢省的一个乡村型市镇，隶属于哈伊努夫卡县，治所位于同名城市比亚沃维耶扎。总面积为203.2平方千米，截至2019年6月30日总人口为2183人。